# 2017-es WEC mexikói 6 órás verseny
| Pályarajz | Pályarajz                 | Pályarajz                                   |
| --------- | ------------------------- | ------------------------------------------- |
|           |                           |                                             |
| Győztesek |                           |                                             |
| Kategória | Csapat                    | Versenyzők                                  |
| LMP1      | #2 Porsche LMP Team       | Timo Bernhard Earl Bamber Brendon Hartley   |
| LMP2      | #31 Vaillante Rebellion   | Julien Canal Nicolas Prost Bruno Senna      |
| LMGTE Pro | #95 Aston Martin Racing   | Nicki Thiim Marco Sørensen                  |
| LMGTE Am  | #77 Dempsey-Proton Racing | Christian Ried Matteo Cairoli Marvin Dienst |

A 2017-es WEC mexikói 6 órás verseny a Hosszútávú-világbajnokság 2017-es szezonjának ötödik futama volt, amelyet szeptember 1. és szeptember 3. között tartottak meg. A fordulót Timo Bernhard, Earl Bamber és Brendon Hartley triója nyerte meg, akik a hibridhajtású Porsche LMP Team csapatának versenyautóját vezették.

## Időmérő
A kategóriák leggyorsabb versenyzői vastaggal vannak kiemelve.
| Poz. | Kategória | Csapat                        | Átlagidő | Különbség | Rajthely |
| ---- | --------- | ----------------------------- | -------- | --------- | -------- |
| 1.   | LMP1      | #2 Porsche LMP Team           | 1:24,562 | —         | 1        |
| 2.   | LMP1      | #1 Porsche LMP Team           | 1:24,710 | +0,148    | 2        |
| 3.   | LMP1      | #7 Toyota Gazoo Racing        | 1:24,802 | +0,240    | 3        |
| 4    | LMP1      | #8 Toyota Gazoo Racing        | 1:25,378 | +0,816    | 4        |
| 5.   | LMP2      | #36 Signatech Alpine Matmut   | 1:32,809 | +8,247    | 5        |
| 6.   | LMP2      | #38 Jackie Chan DC Racing     | 1:33,105 | +8,543    | 6        |
| 7.   | LMP2      | #31 Vaillante Rebellion       | 1:33,605 | +9,043    | 7        |
| 8.   | LMP2      | #26 G-Drive Racing            | 1:34,002 | +9,440    | 8        |
| 9.   | LMP2      | #25 CEFC Manor TRS Racing     | 1:34,051 | +9,489    | 9        |
| 10.  | LMP2      | #37 Jackie Chan DC Racing     | 1:34,272 | +9,710    | 10       |
| 11.  | LMP2      | #24 CEFC Manor TRS Racing     | 1:34,483 | +9,921    | 11       |
| 12.  | LMP2      | #28 TDS Racing                | 1:35,365 | +10,803   | 12       |
| 13.  | LMGTE Pro | #71 AF Corse                  | 1:39,425 | +14,863   | 13       |
| 14.  | LMGTE Pro | #95 Aston Martin Racing       | 1:39,534 | +14,972   | 14       |
| 15.  | LMGTE Pro | #67 Ford Chip Ganassi Team UK | 1:39,640 | +15,078   | 15       |
| 16.  | LMGTE Pro | #66 Ford Chip Ganassi Team UK | 1:39,728 | +15,166   | 16       |
| 17.  | LMGTE Pro | #97 Aston Martin Racing       | 1:39,851 | +15,289   | 17       |
| 18.  | LMGTE Pro | #92 Porsche GT Team           | 1:39,870 | +15,308   | 18       |
| 19.  | LMGTE Pro | #51 AF Corse                  | 1:40,059 | +15,497   | 19       |
| 20.  | LMGTE Pro | #91 Porsche GT Team           | 1:40,252 | +15,690   | 20       |
| 21.  | LMGTE Am  | #77 Dempsey-Proton Racing     | 1:42,056 | +17,494   | 21       |
| 22.  | LMGTE Am  | #98 Aston Martin Racing       | 1:42,158 | +17,596   | 22       |
| 23.  | LMGTE Am  | #86 Gulf Racing               | 1:42,965 | +18,403   | 23       |
| 24.  | LMGTE Am  | #61 Clearwater Racing         | 1:43,296 | +18,734   | 24       |
| 25.  | LMGTE Am  | #54 Spirit of Race            | 1:44,648 | +20,086   | 25       |
| 26.  | LMP2      | #13 Vaillante Rebellion       | 1:33,407 | +8,845    | 26       |

## Verseny
A résztvevőknek legalább a versenytáv 70%-át (168 kört) teljesíteniük kellett ahhoz, hogy az elért eredményüket értékeljék. A kategóriák leggyorsabb versenyzői vastaggal vannak kiemelve.
| Helyezés | Kategória | #  | Csapat                    | Versenyzők                                                | Kasztni                       | Gumi | Kör | Idő/Hátrány/Kiesés |
| Helyezés | Kategória | #  | Csapat                    | Versenyzők                                                | Motor                         | Gumi | Kör | Idő/Hátrány/Kiesés |
| -------- | --------- | -- | ------------------------- | --------------------------------------------------------- | ----------------------------- | ---- | --- | ------------------ |
| 1.       | LMP1      | 2  | Porsche LMP Team          | Timo Bernhard Earl Bamber Brendon Hartley                 | Porsche 919 Hybrid            | M    | 240 | 6:00:05,757        |
| 1.       | LMP1      | 2  | Porsche LMP Team          | Timo Bernhard Earl Bamber Brendon Hartley                 | Porsche 2.0 L Turbo V4        | M    | 240 | 6:00:05,757        |
| 2.       | LMP1      | 1  | Porsche LMP Team          | Neel Jani Nick Tandy André Lotterer                       | Porsche 919 Hybrid            | M    | 240 | +7,141             |
| 2.       | LMP1      | 1  | Porsche LMP Team          | Neel Jani Nick Tandy André Lotterer                       | Porsche 2.0 L Turbo V4        | M    | 240 | +7,141             |
| 3.       | LMP1      | 8  | Toyota Gazoo Racing       | Anthony Davidson Sébastien Buemi Nakadzsima Kazuki        | Toyota TS050 Hybrid           | M    | 239 | +1 kör             |
| 3.       | LMP1      | 8  | Toyota Gazoo Racing       | Anthony Davidson Sébastien Buemi Nakadzsima Kazuki        | Toyota 2.4 L Turbo V6         | M    | 239 | +1 kör             |
| 4.       | LMP1      | 7  | Toyota Gazoo Racing       | Mike Conway Kobajasi Kamui José María López               | Toyota TS050 Hybrid           | M    | 239 | +1 kör             |
| 4.       | LMP1      | 7  | Toyota Gazoo Racing       | Mike Conway Kobajasi Kamui José María López               | Toyota 2.4 L Turbo V6         | M    | 239 | +1 kör             |
| 5.       | LMP2      | 31 | Vaillante Rebellion       | Julien Canal Nicolas Prost Bruno Senna                    | Oreca 07                      | D    | 219 | +21 kör            |
| 5.       | LMP2      | 31 | Vaillante Rebellion       | Julien Canal Nicolas Prost Bruno Senna                    | Gibson GK428 4.2 L V8         | D    | 219 | +21 kör            |
| 6.       | LMP2      | 36 | Signatech Alpine Matmut   | Nicolas Lapierre Gustavo Menezes André Negrão             | Alpine A470                   | D    | 219 | +21 kör            |
| 6.       | LMP2      | 36 | Signatech Alpine Matmut   | Nicolas Lapierre Gustavo Menezes André Negrão             | Gibson GK428 4.2 L V8         | D    | 219 | +21 kör            |
| 7.       | LMP2      | 24 | CEFC Manor TRS Racing     | Matt Rao Ben Hanley Jean-Éric Vergne                      | Oreca 07                      | D    | 219 | +21 kör            |
| 7.       | LMP2      | 24 | CEFC Manor TRS Racing     | Matt Rao Ben Hanley Jean-Éric Vergne                      | Gibson GK428 4.2 L V8         | D    | 219 | +21 kör            |
| 8.       | LMP2      | 26 | G-Drive Racing            | Roman Ruszinov Pierre Thiriet Alex Lynn                   | Oreca 07                      | D    | 219 | +21 kör            |
| 8.       | LMP2      | 26 | G-Drive Racing            | Roman Ruszinov Pierre Thiriet Alex Lynn                   | Gibson GK428 4.2 L V8         | D    | 219 | +21 kör            |
| 9.       | LMP2      | 13 | Vaillante Rebellion       | Mathias Beche David Heinemeier Hansson Nelson Piquet, Jr. | Oreca 07                      | D    | 218 | +22 kör            |
| 9.       | LMP2      | 13 | Vaillante Rebellion       | Mathias Beche David Heinemeier Hansson Nelson Piquet, Jr. | Gibson GK428 4.2 L V8         | D    | 218 | +22 kör            |
| 10.      | LMP2      | 37 | Jackie Chan DC Racing     | David Cheng Alex Brundle Tristan Gommendy                 | Oreca 07                      | D    | 218 | +22 kör            |
| 10.      | LMP2      | 37 | Jackie Chan DC Racing     | David Cheng Alex Brundle Tristan Gommendy                 | Gibson GK428 4.2 L V8         | D    | 218 | +22 kör            |
| 11.      | LMP2      | 28 | TDS Racing                | François Perrodo Matthieu Vaxiviere Emmanuel Collard      | Oreca 07                      | D    | 218 | +22 kör            |
| 11.      | LMP2      | 28 | TDS Racing                | François Perrodo Matthieu Vaxiviere Emmanuel Collard      | Gibson GK428 4.2 L V8         | D    | 218 | +22 kör            |
| 12.      | LMP2      | 25 | CEFC Manor TRS Racing     | Roberto González Simon Trummer Vitalij Petrov             | Oreca 07                      | D    | 217 | +23 kör            |
| 12.      | LMP2      | 25 | CEFC Manor TRS Racing     | Roberto González Simon Trummer Vitalij Petrov             | Gibson GK428 4.2 L V8         | D    | 217 | +23 kör            |
| 13.      | LMP2      | 38 | Jackie Chan DC Racing     | Ho-Pin Tung Oliver Jarvis Thomas Laurent                  | Oreca 07                      | D    | 211 | +29 kör            |
| 13.      | LMP2      | 38 | Jackie Chan DC Racing     | Ho-Pin Tung Oliver Jarvis Thomas Laurent                  | Gibson GK428 4.2 L V8         | D    | 211 | +29 kör            |
| 14.      | LMGTE Pro | 95 | Aston Martin Racing       | Nicki Thiim Marco Sørensen                                | Aston Martin V8 Vantage GTE   | D    | 209 | +31 kör            |
| 14.      | LMGTE Pro | 95 | Aston Martin Racing       | Nicki Thiim Marco Sørensen                                | Aston Martin 4.5 L V8         | D    | 209 | +31 kör            |
| 15.      | LMGTE Pro | 71 | AF Corse                  | Davide Rigon Sam Bird                                     | Ferrari 488 GTE               | M    | 209 | +31 kör            |
| 15.      | LMGTE Pro | 71 | AF Corse                  | Davide Rigon Sam Bird                                     | Ferrari F154CB 3.9 L Turbo V8 | M    | 209 | +31 kör            |
| 16.      | LMGTE Pro | 91 | Porsche GT Team           | Richard Lietz Frédéric Makowiecki                         | Porsche 911 RSR               | M    | 208 | +32 kör            |
| 16.      | LMGTE Pro | 91 | Porsche GT Team           | Richard Lietz Frédéric Makowiecki                         | Porsche 4.0 L Flat-6          | M    | 208 | +32 kör            |
| 17       | LMGTE Pro | 67 | Ford Chip Ganassi Team UK | Andy Priaulx Harry Tincknell                              | Ford GT                       | M    | 207 | +33 kör            |
| 17       | LMGTE Pro | 67 | Ford Chip Ganassi Team UK | Andy Priaulx Harry Tincknell                              | Ford EcoBoost 3.5 L Turbo V6  | M    | 207 | +33 kör            |
| 18.      | LMGTE Pro | 92 | Porsche GT Team           | Michael Christensen Kévin Estre                           | Porsche 911 RSR               | M    | 207 | +33 kör            |
| 18.      | LMGTE Pro | 92 | Porsche GT Team           | Michael Christensen Kévin Estre                           | Porsche 4.0 L Flat-6          | M    | 207 | +33 kör            |
| 19.      | LMGTE Pro | 51 | AF Corse                  | James Calado Alessandro Pier Guidi                        | Ferrari 488 GTE               | M    | 206 | +34 kör            |
| 19.      | LMGTE Pro | 51 | AF Corse                  | James Calado Alessandro Pier Guidi                        | Ferrari F154CB 3.9 L Turbo V8 | M    | 206 | +34 kör            |
| 20.      | LMGTE Pro | 66 | Ford Chip Ganassi Team UK | Stefan Mücke Olivier Pla                                  | Ford GT                       | M    | 205 | +35 kör            |
| 20.      | LMGTE Pro | 66 | Ford Chip Ganassi Team UK | Stefan Mücke Olivier Pla                                  | Ford EcoBoost 3.5 L Turbo V6  | M    | 205 | +35 kör            |
| 21.      | LMGTE Am  | 77 | Dempsey-Proton Racing     | Christian Ried Matteo Cairoli Marvin Dienst               | Porsche 911 RSR               | D    | 204 | +36 kör            |
| 21.      | LMGTE Am  | 77 | Dempsey-Proton Racing     | Christian Ried Matteo Cairoli Marvin Dienst               | Porsche 4.0 L Flat-6          | D    | 204 | +36 kör            |
| 22.      | LMGTE Am  | 98 | Aston Martin Racing       | Paul Dalla Lana Pedro Lamy Mathias Lauda                  | Aston Martin V8 Vantage GTE   | D    | 203 | +37 kör            |
| 22.      | LMGTE Am  | 98 | Aston Martin Racing       | Paul Dalla Lana Pedro Lamy Mathias Lauda                  | Aston Martin 4.5 L V8         | D    | 203 | +37 kör            |
| 23.      | LMGTE Am  | 86 | Gulf Racing               | Michael Wainwright Ben Barker Nick Foster                 | Porsche 911 RSR               | D    | 203 | +37 kör            |
| 23.      | LMGTE Am  | 86 | Gulf Racing               | Michael Wainwright Ben Barker Nick Foster                 | Porsche 4.0 L Flat-6          | D    | 203 | +37 kör            |
| 24.      | LMGTE Am  | 54 | Spirit of Race            | Thomas Flohr Francesco Castellacci Miguel Molina          | Ferrari 488 GTE               | M    | 209 | +39 kör            |
| 24.      | LMGTE Am  | 54 | Spirit of Race            | Thomas Flohr Francesco Castellacci Miguel Molina          | Ferrari F154CB 3.9 L Turbo V8 | M    | 209 | +39 kör            |
| 25.      | LMGTE Am  | 61 | Clearwater Racing         | Weng Sun Mok Sava Kejta Matt Griffin                      | Ferrari 488 GTE               | M    | 199 | +41 kör            |
| 25.      | LMGTE Am  | 61 | Clearwater Racing         | Weng Sun Mok Sava Kejta Matt Griffin                      | Ferrari F154CB 3.9 L Turbo V8 | M    | 199 | +41 kör            |
| Ki       | LMGTE Pro | 97 | Aston Martin Racing       | Darren Turner Jonathan Adam Daniel Serra                  | Aston Martin V8 Vantage GTE   | D    | 83  |                    |
| Ki       | LMGTE Pro | 97 | Aston Martin Racing       | Darren Turner Jonathan Adam Daniel Serra                  | Aston Martin 4.5 L V8         | D    | 83  |                    |

## A világbajnokság állása a versenyt követően
LMP (Teljes táblázat)
| H  | Versenyzők                                         | Pont | H  | Konstruktőrök | Pont  |
| -- | -------------------------------------------------- | ---- | -- | ------------- | ----- |
| 1. | Timo Bernhard Earl Bamber Brendon Hartley          | 134  | 1. | Porsche       | 198   |
| 2. | Anthony Davidson Sébastien Buemi Nakadzsima Kazuki | 93   | 2. | Toyota        | 141,5 |
| 3. | Neel Jani Nick Tandy André Lotterer                | 64   | 3. | '             |       |
| 4. | Ho-Pin Tung Oliver Jarvis Thomas Laurent           | 60,5 |    |               |       |
| 5. | Mike Conway Kobajasi Kamui                         | 48,5 |    |               |       |

GT (Teljes táblázat)
| H  | Versenyzők                        | Pont | H  | Konstruktőrök | Pont |
| -- | --------------------------------- | ---- | -- | ------------- | ---- |
| 1. | Andy Priaulx Harry Tincknell      | 96   | 1. | Ferrari       | 162  |
| 2. | Richard Lietz Frédéric Makowiecki | 88   | 2. | Ford          | 153  |
| 3. | Davide Rigon                      | 79,5 | 3. | Aston Martin  | 140  |
| 4. | Sam Bird                          | 79   | 4. | Porsche       | 131  |
| 5. | Pipo Derani                       | 74   |    |               |      |

LMP2 (Teljes táblázat)
| H  | Versenyzők                               | Pont | H  | Konstruktőrök             | Pont |
| -- | ---------------------------------------- | ---- | -- | ------------------------- | ---- |
| 1. | Ho-Pin Tung Oliver Jarvis Thomas Laurent | 118  | 1. | #38 Jackie Chan DC Racing | 118  |
| 2. | Julien Canal Bruno Senna                 | 95   | 2. | Vaillante Rebellion       | 95   |
| 3. | Nicolas Prost                            | 77   | 3. | Signatech Alpine Matmut   | 76   |
| 4. | Gustavo Menezes                          | 76   | 4. | #37 Jackie Chan DC Racing | 59   |
| 5. | Matt Rao                                 | 72   | 5. | G-Drive Racing            | 58   |

LMGTE Am (Teljes táblázat)
| H  | Versenyzők                                  | Pont | H  | Konstruktőrök         | Pont |
| -- | ------------------------------------------- | ---- | -- | --------------------- | ---- |
| 1. | Christian Ried Matteo Cairoli Marvin Dienst | 114  | 1. | Clearwater Racing     | 120  |
| 2. | Paul Dalla Lana Pedro Lamy Mathias Lauda    | 104  | 2. | Dempsey-Proton Racing | 112  |
| 3. | Weng Sun Mok Sava Kejta Matt Griffin        | 98   | 3. | Aston Martin Racing   | 110  |
| 4. | Michael Wainwright Ben Barker Nick Foster   | 57   | 4. | Spirit of Race        | 62   |
| 5. | Thomas Flohr Francesco Castellacci          | 54   | 5. | Gulf Racing           | 61   |